# Étienne Bunau-Varilla

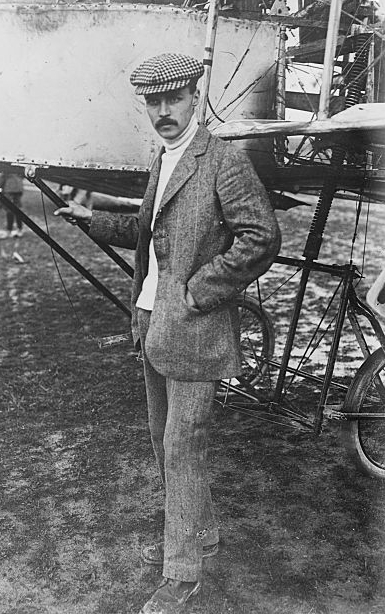
Étienne Bunau-Varilla.

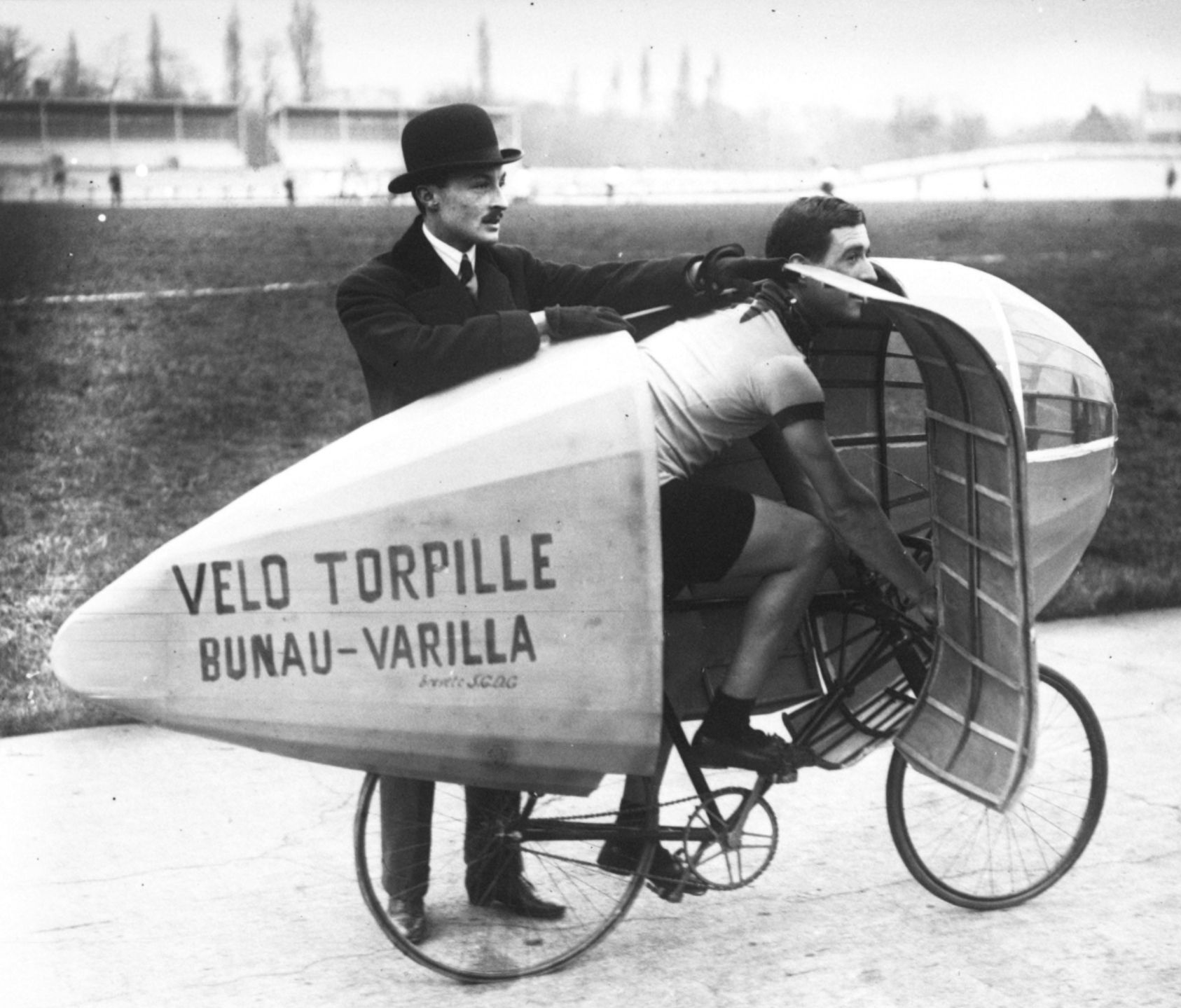
Étienne Bunau-Varilla preparando Marcel Berthet no seu vélo torpille no Parc des Princes em 1913.

Étienne Bunau-Varilla (✰ Paris, 10 de maio de 1890;  ✝ Paris, 12 de dezembro de 1961) foi um militar francês e pioneiro da aviação.

## Histórico
Étienne, filho do engenheiro Philippe Bunau-Varilla, deu seus primeiros passoa na aviação, usando um biplano Voisin que seu pai havia lhe dado de presente por ter concluído o ensino médio. Depois de algumas aulas na escola de pilotagem Voisin em Mourmelon, ele participou com seu próprio aparelho em agosto de 1909 do primeiro encontro internacional de aviação, a Grande Semaine d'Aviation de la Champagne em Reims-Bétheny, onde ganhou o prêmio de mecânicos. Ele veio a obter o seu brevê Nº 16 mais tarde, com data retroativa de 4 de novembro de 1909 devido a essas realizações.
A fortuna do seu pai permitiu que Étienne não trabalhasse. Ele frequentava as estações de esqui, os circuitos de automobilismo, e naturalmente, todos os eventos relacionados à aviação. Engenhoso e habilidoso, ele desenvolveu na década de 1910 a "vélo-torpille", uma bicicleta com cobertura aerodinâmica com seu colega de serviço militar, Marcel Riffard. Pilotada por Marcel Berthet, a vélo-torpille quebrou todos os recordes ciclísticos da época até a década de 1930. Em 1912, ele patenteou a primeira bicicleta reclinada.[carece de fontes?]
Convocado durante a Primeira Guerra Mundial, Bunau-Varilla foi destacado para a defesa aérea da capital, e mais tarde para os bombardeiros. Em maio de 1915, quando bombardeava as fábricas de armamentos em Ludwigshafen na Alemanha, seu avião sofreu uma pane e ele precisou fazer um pouso forçado em Speyer. Logo que foi reconhecido, ele foi transferido para a fortaleza de Marienburg. Depois de várias tentativas de fuga mal sucedidas, ele acabou sendo trocado por prisioneiros alemães da França. Oficial da Légion d'honneur, ele recebeu a Médaille militaire e a Croix de guerre, e também a Médaille de l'Aéronautique.
Depois da Guerra, Étienne investiu na sua mais nova paixão, o esqui, vindo a se tornar o primeiro capitão da equipe francesa dessa modalidade. Em 1937, ele se casou com Nicole Merenda de 28 anos que fazia parte da equipe de esqui, com quem teve dois filhos: Philippe e Prisca. O casal se divorciou em 1957.[carece de fontes?]